# Ronnie Drew

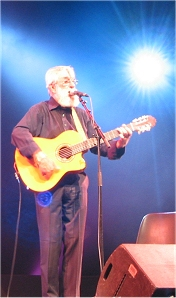
Ronnie Drew beim Festival Interceltique in Lorient, 2004

Joseph Ronald Augustine Drew, genannt Ronnie Drew (* 16. September 1934 in Dún Laoghaire, Irland; † 16. August 2008 in Dublin, Irland), war Gitarrist, Sänger und Schauspieler. Er war Gründungsmitglied der Irish-Folk-Gruppe The Dubliners.

## Leben

### Kindheit und Jugend
Ronnie Drew wurde als ältester von drei Söhnen und zwei Töchtern des Zimmermanns Patrick (Paddy) Drew und dessen Frau Margaret (Peg) Drew, geb. Maher, geboren. Die Mutter war vor ihrer Heirat Näherin gewesen. Die Eltern waren ein erfolgreiches, preisgekröntes Tanzpaar. Als ihnen von Pegs Eltern die Heirat verboten wurde, brannten sie durch.
Kurz nach Ronnies Geburt zogen sie aus einer gemieteten Wohnung in eine Sozialwohnung in der Oliver Plunkett Avenue 37 um, einer neuen Wohnsiedlung in Monkstown Farm, Dún Laoghaire.
Als das nächste Kind geboren wurde, war Ronnie drei Jahre alt. Er wurde bei seinen Großeltern mütterlicherseits, in einem vornehmen Haus an der Tivoli Terrace, ebenfalls in Dún Laoghaire, untergebracht. Das Haus hatte der Großvater gekauft, nachdem er als Fußweginspekteur bei der Stadtverwaltung genügend Geld verdient hatte.
Ronnie wohnte bei den Großeltern, bis er Anfang 20 war. Er wurde von seiner Großmutter und drei kinderlosen Tanten verwöhnt. Die Familie, insbesondere die Großmutter, hegte soziale Ansprüche und Bestrebungen. Drew rebellierte schon früh gegen diese Erwartungen an ihn, dass er eine sichere, angesehene Arbeit suchen und jemand werden solle, „der im Anzug zur Arbeit geht“. Zu diesem Zeitpunkt wusste noch niemand, dass er eines Tages auf der Bühne sehr oft im Anzug auftreten würde.

### Ausbildung
Nach der Vorschule in der St. Joseph’s School in der Tivoli Road in Dún Laoghaire, besuchte er die Grund- und weiterführende katholische Knabenschule in der Eblana Avenue. Er war ein gleichgültiger Schüler, lehnte hartnäckig stures Auswendiglernen ab, und interessierte sich höchstens für den Englisch- und Lateinunterricht. Er verließ die Schule ohne Zwischenzeugnis und wechselte zur örtlichen Berufsschule. Bis zu seinem Stimmbruch sang er als Knabensopran in einem Kirchenchor. Stets gelangweilt von einfachen Arbeiten und jeglicher Routine, trat er viele Arbeitsstellen an, aber blieb dann nie lange dabei. So begann er eine Elektriker-Ausbildung, arbeitete in einer Fabrik und als Verkäufer in einem Textilwarenladen, und schließlich in der Elektroabteilung eines Warenhauses.
Später beschrieb er sich selbst zu dieser Zeit als tagträumenden Einzelgänger, selbstsüchtig, aber auch verschlossen, mit fehlendem Ehrgeiz und ohne Ziel. Seine Interessen hielten seine Altersgenossen für exzentrisch, weil er traditionelle Musik, Theaterstücke und Radiohörspiele anderen Freizeitaktivitäten, wie Sport, Tanz und der Hitparade, vorzog.

### Wanderjahre
Als Ronnie Drew 1955 für kurze Zeit nach London auswanderte, arbeitete er als Küchenhelfer und Aufzugführer in Hotels. Nach wenigen Monaten kam er zurück nach Dublin. Dort arbeitete er zeitweise als Nachttelefonist in der Telefonvermittlung im Hauptpostamt. In Dublin traf er zum ersten Mal auf einen Kreis von Gleichgesinnten – aufstrebende Künstler, Schriftsteller und Schauspieler, und darüber hinaus Männer, die allgemeine Grundwerte in Frage stellten, für neue Ideen offen waren und über Literatur und Kunst diskutierten.
Zum Leidwesen seiner Familie gab er auch seine Stelle als Telefonist, die ihm sogar Rentenansprüche verhieß, wieder auf. Von den späten 1950er- bis zu den frühen 1960er-Jahren lebte Ronnie Drew in Spanien, und hier vornehmlich in Sevilla. Er gab privaten Schülern Englisch-Unterricht und nahm selbst Unterrichtsstunden auf der Flamencogitarre. Er erwarb gute Spanisch-Grundkenntnisse und reiste nur im Sommer zurück nach Irland, wenn seine Schüler Ferien hatten.

### Erste Bühnenauftritte

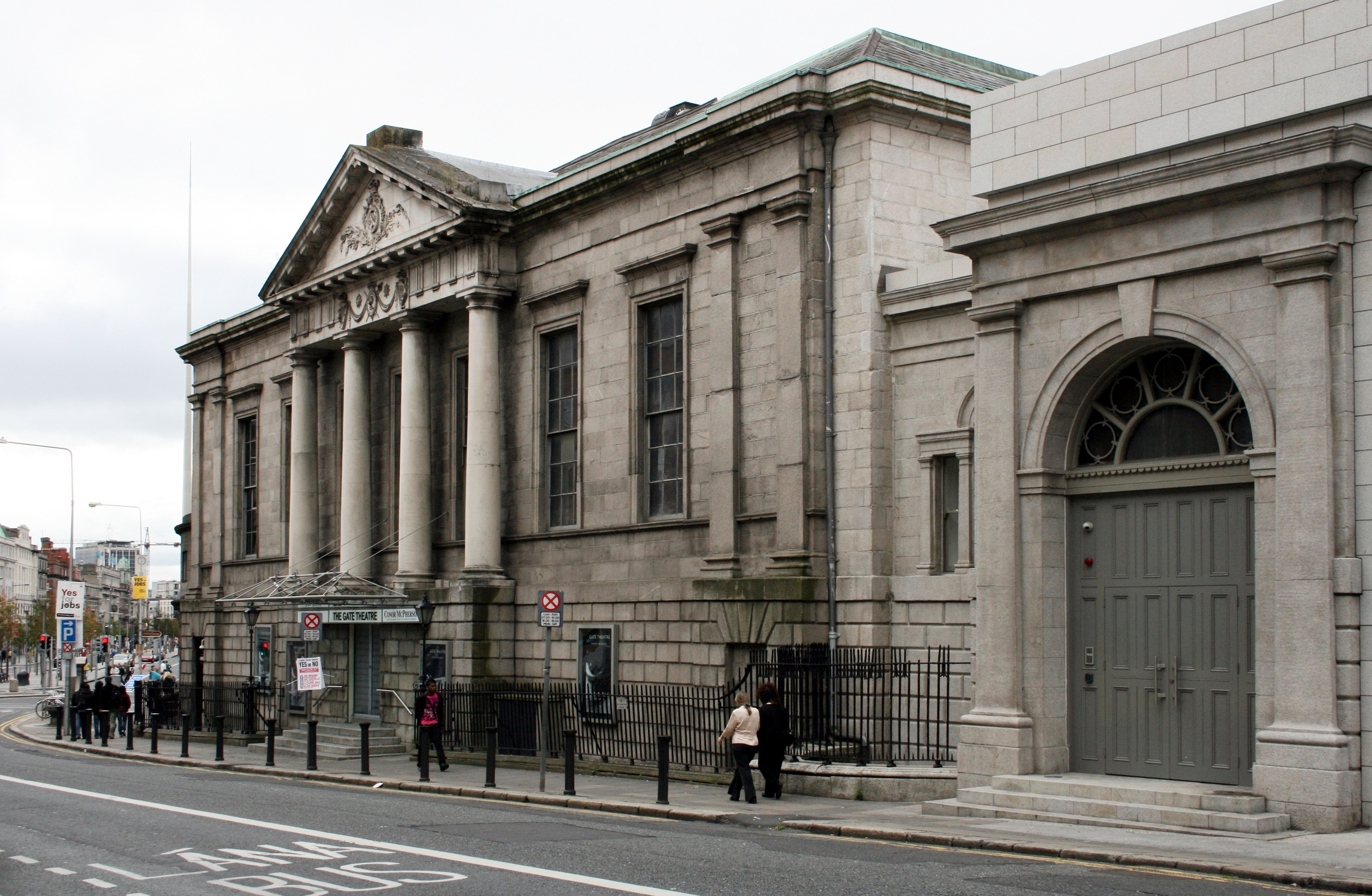
Gate Theater, Dublin

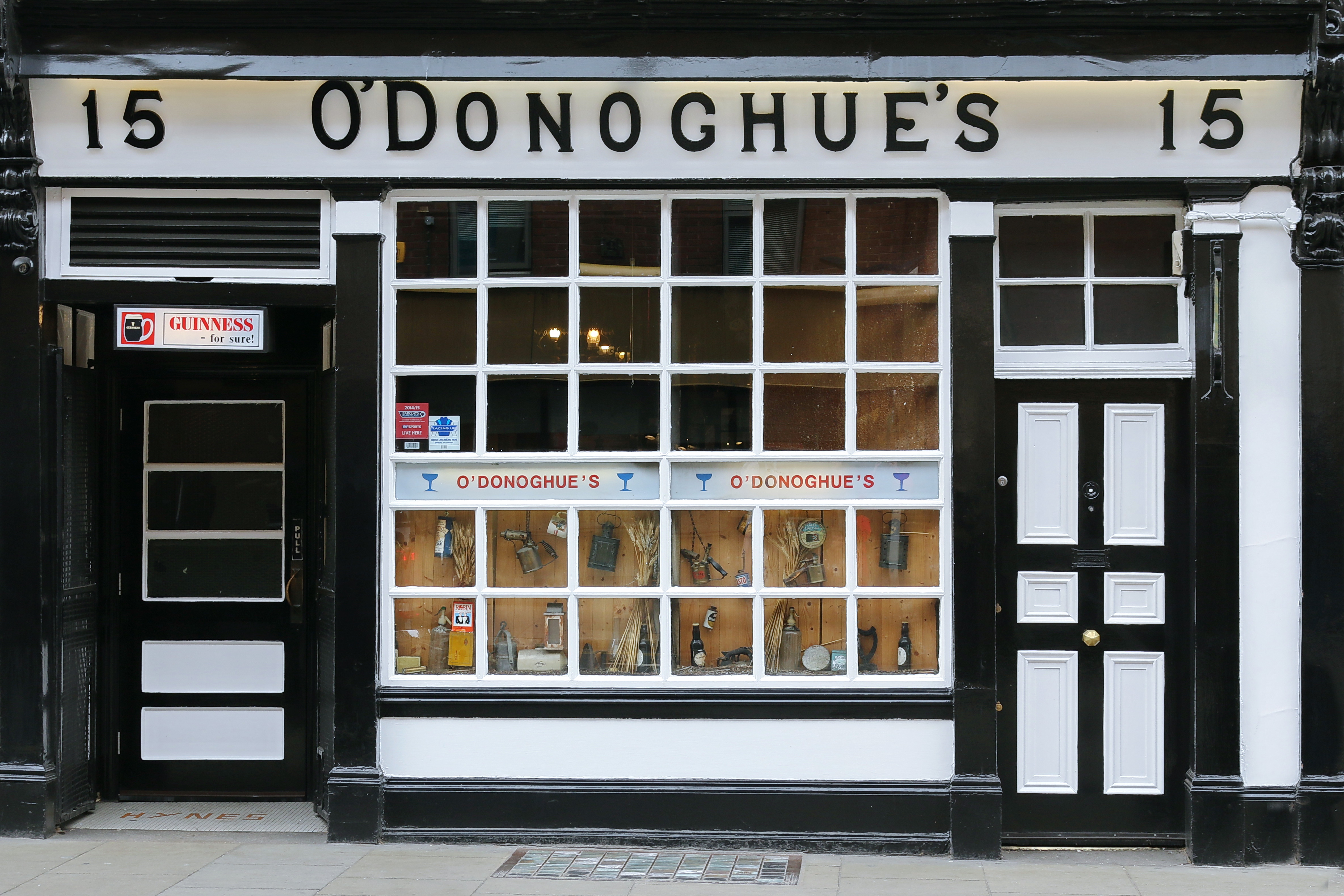
O'Donoghue's Pub in der Merrion Row, Dublin

Sein Interesse an traditioneller irischer Musik und Folksongs wurde durch Radiosendungen geweckt, wie die Balladmakers‘ Saturday night und Ceolta tíre auf RTÉ. Er besuchte auch Live-Konzerte in Musikclubs und das Fleadh Cheoil, das nationale Folkfestival Irlands.
Einen Sommer lang verbrachte er als bezahlter Sänger und Gitarrist in einem Hotel in Glenbeigh, County Kerry, wo er auch Reiten lernte, was seine lebenslange Passion bleiben sollte.
Im Sommer 1961 engagierte ihn der Schauspieler und Produzent John Molloy für das Gate-Theater, wo Drew zwischen den Akten Dubliner Straßenballaden sang und sich dazu auf der Gitarre selbst begleitete. Er spielte auch selbst kleine Rollen in zwei Stücken und trat in Sketchen in der Bühnenrevue The real Molloy auf. Zurück in Spanien, erhielt er eine Statistenrolle beim Dreh des Films Lawrence von Arabien. Im Sommer 1962 trat er erneut als Sänger, Musiker und Schauspieler in Molloys Revueprogrammen im Gate auf, begleitete gelegentlich musikalisch irische Tänzer, oder wurde selbst von anderen Musikern begleitet, wie dem Tenor-Banjo-Spieler Barney McKenna. Jeden Freitagabend trafen Drew und McKenna John Molloy in dessen Lokal in der Merrion Row, um sich ihr Geld auszahlen zu lassen. In diesem Lokal, dem O’Donoghue’s Pub, fragte Drew Weihnachten 1962, ob sie ein paar Nummern spielen könnten. Damit begannen die formlosen, aber regelmäßigen Sessions mit traditioneller Musik und Folksongs im Hinterzimmer des Pubs, die zum Auslöser des Irish Ballad Booms der frühen 1960er-Jahre werden sollten. Gespielt wurde hier eine Variante des Stils, mit dem die Clancy Brothers und Tommy Makem in den USA bereits kommerziellen Erfolg hatten. Letztlich war es Ronnie Drew, der durch den spanischen Flamenco, Liam Clancy und durch den amerikanischen Folk und Blues beeinflusst, die Gitarrenbegleitung beim Irish Folk etablierte.

### Gründung der Dubliners
1963 sammelte Drew weitere Stammmusiker aus dem O’Donoghue‘s, um mit ihm auch in anderen Pubs zu spielen, sowie, mit formelleren Programmen, in Hotels und Theatern. Obwohl die Besetzung variierte, bildete sich bald ein Kern von vier Musikern. Ronnie Drew und Barney McKenna, dazu Luke Kelly, der sang und ein fünfsaitiges Banjo spielte, sowie Ciarán Bourke, ebenfalls als Sänger, und zudem als Tin-Whistle- und Mundharmonika-Spieler.
Als ein gemeinsamer Name aus Werbegründen nötig wurde, nannten sie sich zunächst The Ronny Drew Group oder The Ronny Drew Ballad Group. Einen größeren Auftritt hatten sie im Gate im Mai 1963 mit ihrer Bühnenshow Ballad tour of Ireland, die John Molloy konzipiert hatte. Molloy sorgte mit gesprochenen Überleitungen für die Verbindung zwischen den Stücken, in denen 12 Countys repräsentiert wurden.
Im Sommer hatte die Gruppe wöchentliche Auftritte in der Abbey Tavern in Howth, bevor sie, wegen eines Streits über die Bezahlung im Abbey, ins Royal Hotel wechselten. Zudem gaben sie Mitternachtskonzerte im Grafton Cinema. Im Winter 1963 auf 1964 begannen sie mit Auftritten an Veranstaltungsorten außerhalb der Dubliner Region und sicherten sich Termine in Großbritannien. Für ihr erstes Album, produziert von Transatlantic Records, benannte sich die Gruppe, inspiriert durch das gleichnamige Buch von James Joyce, in The Dubliners um.

### Schattenseiten des Ruhms
Mit der Unterstützung des Texters und Komponisten Dominic Behan, des Musikmanagers Philip Solomon und, später, des Produzenten Phil Coulter, wurden die Dubliners, und mit ihnen Ronnie Drew, zu internationalen Stars. Mit ihren buschigen Bärten, ihren teils derben Texten und ihrem trinkfesten Image eckten sie aber auch an. Die Titel und Plattencover ihrer ersten sechs Alben, bezogen sich alle auf das Trinken von Alkohol. Ein Bezug, der sich nicht nur im Image der Gruppe widerspiegelte, sondern auch in der Realität. Ronnie Drew erzählte in seinen Memoiren von seinem eigenen Verhaltensmuster, das aus monatelangen Phasen harten Trinkens bestand, im Wechsel mit einigen Monaten, in denen er nüchtern blieb, sowie Anfällen exzessiven Alkoholkonsums, der ihn körperlich und psychisch so krank machte, dass er ärztliche Hilfe benötigte.

### Versuch einer Solo-Karriere
Nach den großen Erfolgen seit 1967, als der Song Seven drunken nights als erste Single Platz 1 der irischen Charts und Platz 7 der UK-Charts erreichte, sowie dem ersten Auftritt in der Royal Albert Hall im selben Jahr, waren sieben Jahre vergangen, als Drew 1974 die Dubliners verließ, um eine Solo-Karriere zu versuchen. Er veröffentlichte in dieser Zeit zwei Alben: Ronnie Drew 1977 und Guaranteed Ronnie Drew 1978, das nicht nur Lieder, sondern auch Gedichte und Geschichten beinhaltete. 1979 kehrte er zu den Dubliners zurück.

### Comeback der Dubliners
Seit den frühen 1970er-Jahren waren die Dubliners in Irland etwas aus der Mode gekommen. Jüngere Bands, wie De Danaan oder The Bothy Band, hatten den Markt erobert. Zum 25-jährigen Gründungsjubiläum der Band 1987 kam es unter anderem zu einem legendären Auftritt in der irischen Samstagabend-Fernsehshow Late late show auf RTÉ. Die Dubliners traten mit den Pogues auf und spielten gemeinsam The Irish Rover, wobei Ronnie Drew und Shane MacGowan als Frontmänner abwechselnd die Strophen sangen. Als Singleveröffentlichung wurde der Song ein gemeinsamer Hit, mit Platz 1 der irischen Charts und einer Platzierung in den UK-Charts. Dieser Auftritt eröffnete ihnen wieder den Zugang zu einem jüngeren Publikum. Ein späteres Duett Drews mit Rory Gallagher bestätigte ihren Status noch weiter.

### Zweite Solo-Karriere
1995 veröffentlichte Ronnie Drew ein weiteres Solo-Album, Dirty rotten shame. Produziert von Keith Donald, mit einem von Jim Fitzpatrick ausgearbeitetem Cover, bezeichnen manche Kritiker dieses Album als Drews bestes Album seiner Karriere. Es beinhaltete Songs, die von Shane MacGowan, Elvis Costello und Bono für ihn geschrieben wurden, sowie Coverstücke von Christy Moore, Mark Knopfler und Ry Cooder. Die Produktion und die anschließende Anerkennung des Albums ließen Drew die Entscheidung treffen, eine zweite unabhängige Karriere zu starten.
Gelangweilt von der ständigen Wiederholung des gleichen Repertoires der Dubliners, wollte er freie künstlerische Kontrolle über ein eigenes Projekt haben, bei dem er neue Genres ausprobieren und mit Künstlern zusammenarbeiten konnte, die er bewunderte. So trat er gemeinsam mit dem klassischen Komponisten und Pianisten Antonio Breschi auf. Auf dem Album From Dublin to Bilbao fanden sich 2007 alle Stücke, die die beiden in 13 Jahren aufgenommen hatten.
Drew war als Gastsänger auf zwei Alben des bretonischen Sänger Gilles Servat zu hören, Sur les quais de Dublin 1996 und Touche pas à la Blanche Hermine 1998. 1997 rezitierte Drew Gedichte auf dem Album The Celtic poets von Jah Wobble und seiner Band Invaders of the Heart.
Drew trat auch selbst weiter auf der Bühne auf. Ab 1997 tourte er mit einer One-man-Show, Ronnie, I hardly knew ya!, mit einer Mischung aus Liedern und Geschichten, die er teils von Dubliner Autoren rezitierte, und teils aus seinen eigenen Beobachtungen der Stadt Dublin und ihrer Bewohner erzählte.
Er nahm weitere Alben auf: A couple more years 2000, An evening with Ronnie Drew, auf dem er 2004 Auszüge aus der Bühnenshow gleichen Namens präsentierte, und 2006 El amor de mi vida. Auf letzterem spielte er Coverstücke von Nick Cave, Neil Young, Tom Waits, Bob Dylan und Warren Zevon.

### Die letzten Jahre
Im Oktober 2006 wurde bei Drew Kehlkopfkrebs diagnostiziert. Als 2007 seine Frau Deirdre innerhalb von sechs Wochen an einem wiedergekehrten Lungenkrebs starb, erschütterte ihn das zutiefst. In einigen ergreifenden Interviews sprach er offen über seine Trauer, seine eigene medizinische Behandlung, und seine Angst vor dem Tod.
Bono und The Edge von U2, sowie Robert Hunter von den Grateful Dead schrieben gemeinsam den Song The Ballad of Ronnie Drew, der von zahlreichen irischen Künstlern, darunter Shane MacGowan, Mitgliedern der Dubliners, U2, Christy Moore und Sinéad O’Connor, eingespielt und im Februar 2008 veröffentlicht wurde. Die Einnahmen aus dem Verkauf des Albums gingen an die Irish Cancer Society, das Album erreichte Platz 1 der irischen Charts.
Eines seiner letzten Werke war die Zusammenarbeit mit den Dropkick Murphys bei dem Song Flannigan's Ball auf deren Album The Meanest of Times.
Am 16. August 2008 starb Ronnie Drew in der Dubliner Privatklinik St. Vincent’s. Er wurde auf dem Redford Cemetery in Greystones, County Wicklow begraben.

### Persönliches
Ronnie Drews heiratete seine Frau, Deirdre McCartan (1940–2007) am 21. August 1963. Sie war Schauspielerin am Dubliner Pike Theatre, wo sie auch das daran angeschlossene Café leitete. Sie war die Tochter des Arztes und Politikers Patrick McCartan. Aus ihrer Ehe gingen zwei Kinder hervor: der Sohn Phelim Drew und die Tochter Cliodhna Dunne.
Nachdem die Familie zunächst in einer Mietwohnung im südlichen Stadtzentrum von Dublin gelebt hatte, zog sie zunächst nach Ballsbridge um. 1971 kauften sie ein Haus in der Killincarrig Road in Greystones, County Wicklow.
Drew, der ein neugieriger Autodidakt geblieben war, bewunderte Luke Kelly für seine Gelehrsamkeit. Er hasste Bürokratie und soziale Ungerechtigkeit und ließ nie von seiner Sympathie für den Sozialismus ab. Dennoch genoss er es stets, den deutlich radikaler eingestellten Kelly mit spitzen Bemerkungen über das Versagen des osteuropäischen Kommunismus aufzuziehen.
Drew war ein passionierter Reiter, bis ihn eine Hüftverletzung 1979 einschränkte. Er besaß auch Pferde, von denen zwei Preise in der Dublin Horse Show gewannen.
1969 wurde er Ehrenmitglied der Reiterstaffel des New York City Police Departments.

## Diskografie (als Solokünstler)

### Alben
| Jahr | Titel                              | Höchstplatzierung, Gesamtwochen, AuszeichnungChartsChartplatzierungen (Jahr, Titel, Platzierungen, Wochen, Auszeichnungen, Anmerkungen) | Anmerkungen         |
| Jahr | Titel                              | IE | Anmerkungen         |
| ---- | ---------------------------------- | --- | ------------------- |
| 2000 | A Couple More Years                | IE47 (5 Wo.)IE | mit Eleanor Shanley |
| 2007 | The Best of                        | IE12 (46 Wo.)IE |                     |
| 2008 | Guaranteed Dubliner                | IE50 (1 Wo.)IE |                     |
| 2008 | The Last Session - A Fond Farewell | IE18 (9 Wo.)IE |                     |

Weitere Alben
- Ronnie Drew (1976)
- Guaranteed (1978)
- Dirty Rotten Shame (1996)
- The Humour is on me now (1999)
- An Evening with Ronnie Drew - Ronnie Drew & Mike Hanrahan (RDMH001, DINKY RECORDS, 2004)
- There’s Life in the Old Dog (2006)
- Pearls – Ronnie Drew & Grand Canal (2008)

### Singles
| Jahr | Titel Album                       | Höchstplatzierung, Gesamtwochen, AuszeichnungChartsChartplatzierungen (Jahr, Titel, Album, Platzierungen, Wochen, Auszeichnungen, Anmerkungen) | Anmerkungen |
| Jahr | Titel Album                       | IE | Anmerkungen |
| ---- | --------------------------------- | --- | ----------- |
| 2008 | Easy and Slow Guaranteed Dubliner | IE18 (2 Wo.)IE |             |